# Nepenthes villosa
Nepenthes villosa is een vleesetende bekerplant uit de familie Nepenthaceae. De soort is endemisch op Kinabalu en Tambuyukon, twee naast elkaar gelegen bergen in het noordoosten van Borneo. Het is de hoogst groeiende Nepenthes-soort op het eiland. Karakteristiek voor de vangbekers is het opvallend gevormde peristoom (bekerrand), waarmee de soort zich onderscheidt van de nauw verwante N. edwardsiana en N. macrophylla. De soortaanduiding villosa is Latijn voor 'harig' en verwijst naar de dichte beharing op de plant.

## Beschrijving
Nepenthes villosa is geen uitgesproken klimplant en groeit zelden hoger dan zestig centimeter. De stengel kan echter een lengte van acht meter bereiken. De internodiën worden maximaal tien centimeter. Alle plantendelen zijn bedekt met een dichte beharing van lange bruine haren. De bladeren worden maximaal 25 centimeter lang en 6 centimeter breed, met een bladsteel van tot 10 centimeter lang. De ranken die de bladeren met de vangbekers verbinden zijn tot 50 centimeter lang.

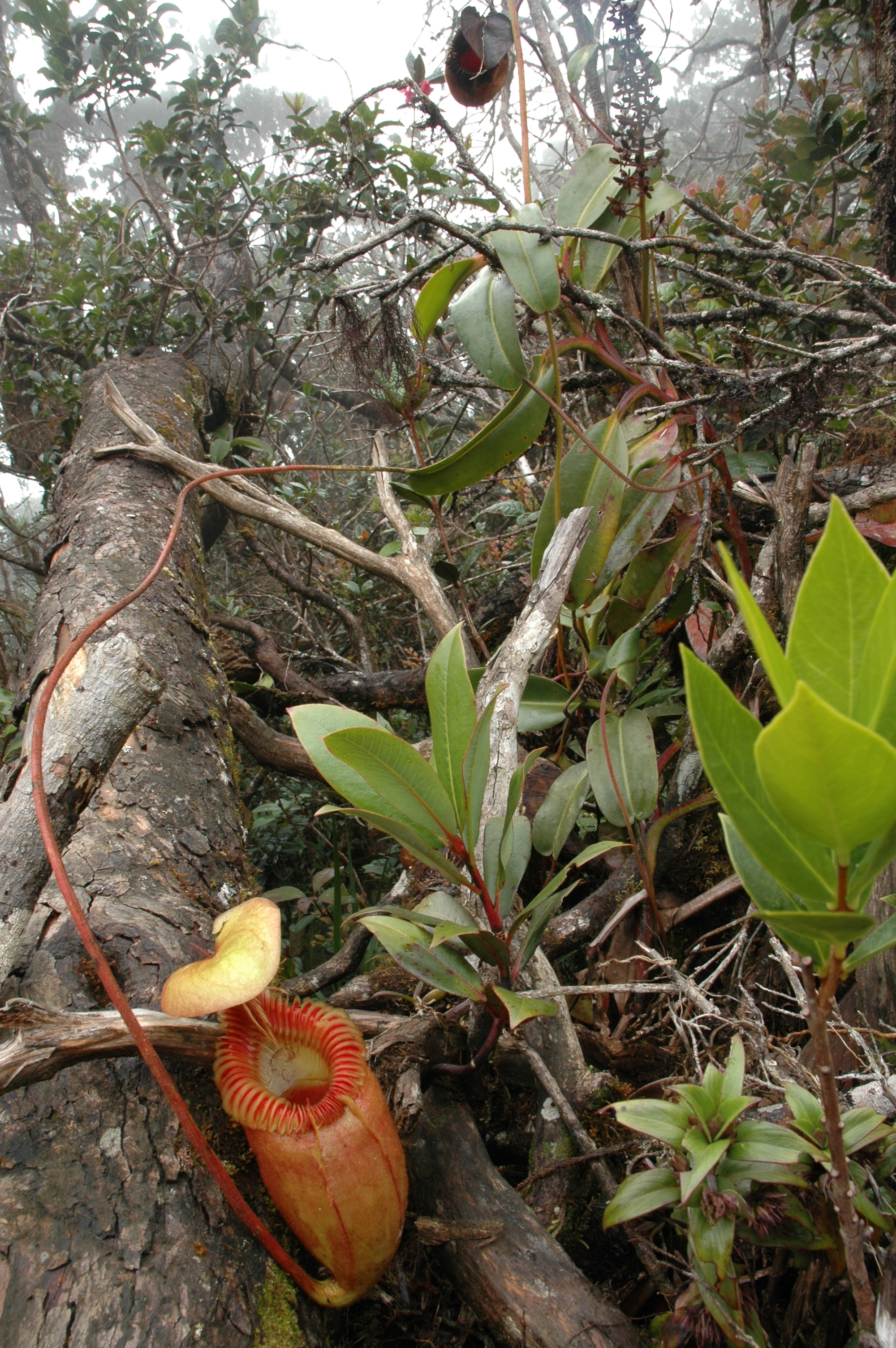
Klimmende stengel met vangbeker

De boven- en onderbekers lijken sterk op elkaar. Ze zijn ovaal en worden tot 25 centimeter hoog en 9 centimeter breed. Onderbekers dragen een paar verticale gekamde vleugels over de voorzijde, bij de bovenbekers zijn deze meestal gereduceerd tot twee ribbels. De bekeropening is aan de achterzijde verlengt en loopt verticaal naar boven uit tot aan de aanhechting van het operculum (deksel). Het peristoom (bekerrand) is cilindervormig in doorsnede en tot 20 millimeter breed. Het draagt opvallend grote ribbels.

## Verspreiding
Nepenthes villosa is endemisch op de bovenhellingen van de Kinabalu en de naastliggende Tambuyukon in Sabah, Borneo. Hij komt voor op hoogtes van 2300 meter tot 3240 meter boven zeeniveau. Hiermee is het de hoogst groeiende Nepenthes-soort op het eiland. Buiten Borneo groeit alleen N. lamii uit Nieuw-Guinea op grotere hoogtes.
De habitat van Nepenthes villosa bestaat uit nevelwouden en subalpiene bossen. Hij is alleen aangetroffen op ultramafisch substraten. Noemenswaardige sympatrische planten in het leefgebied van N. villosa zijn Dacrydium-naaldbomen en Leptospermum, een geslacht uit de mirtefamilie.

## Natuurlijke hybriden
De volgende natuurlijke hybriden van Nepenthes villosa zijn beschreven:
- Nepenthes × harryana [=N. edwardsiana × N. villosa]
- Nepenthes × kinabaluensis [=N. rajah × N. villosa]

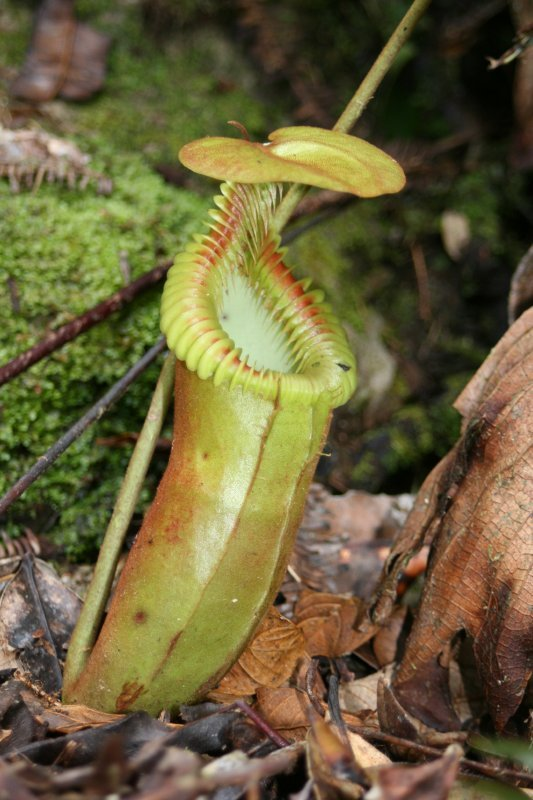
Onderbeker N. × harryana
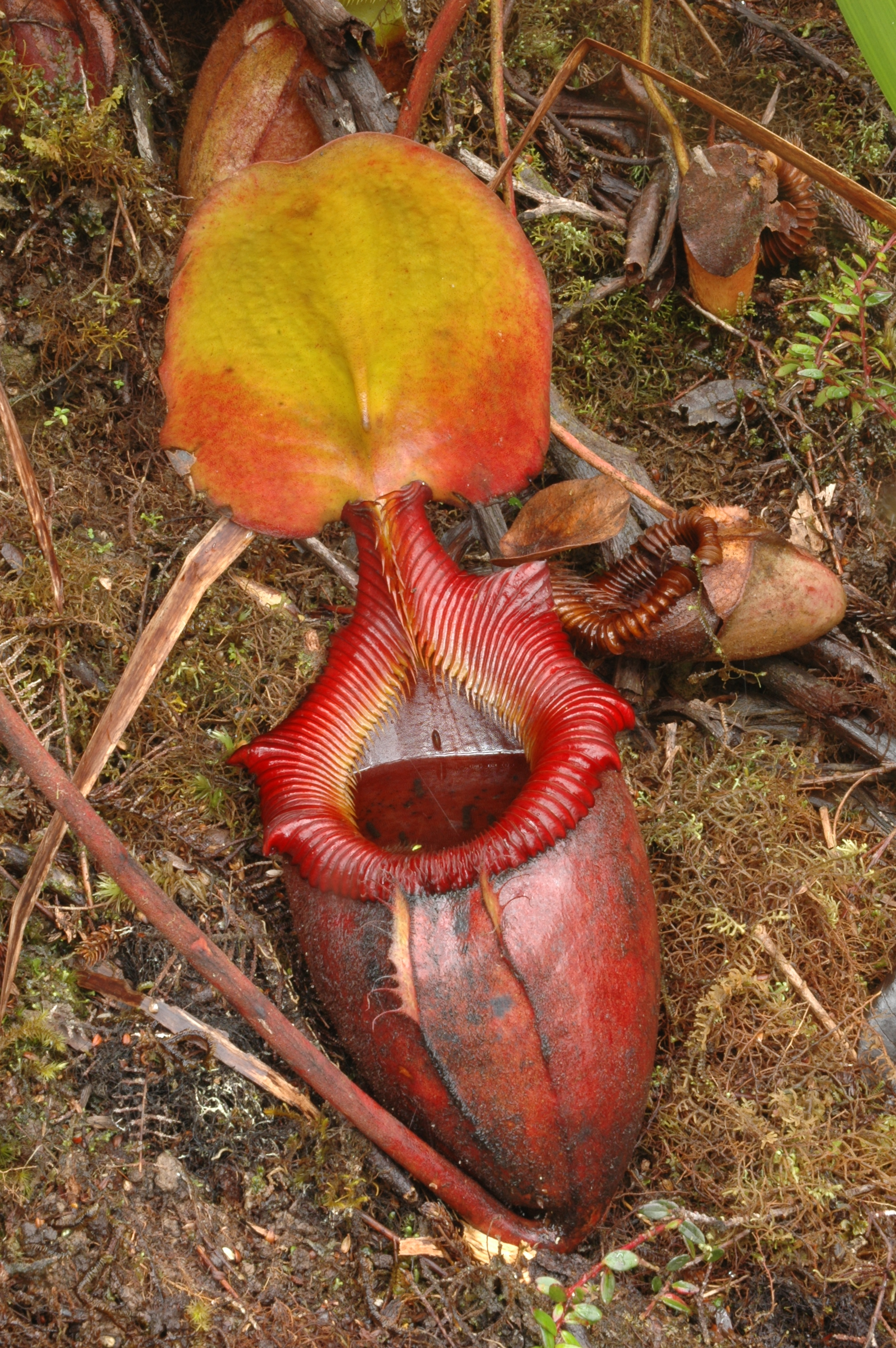
Onderbeker N. × kinabaluensis

... · 
N. alata · 
N. albomarginata · 
N. ampullaria · 
N. argentii · 
N. aristolochioides · 
N. attenboroughii · 
N. bicalcarata · 
N. bokorensis · 
N. bongso · 
N. boschiana · 
N. burkei · 
N. campanulata · 
N. chaniana · 
N. danseri · 
N. deaniana · 
N. densiflora · 
N. diatas · 
N. distillatoria · 
N. edwardsiana · 
N. ephippiata · 
N. gracilis · 
N. gymnamphora · 
N. hirsuta · 
N. inermis · 
N. insignis · 
N. jamban · 
N. khasiana · 
N. lamii · 
N. leyte · 
N. lingulata · 
N. lowii · 
N. macfarlanei · 
N. macrophylla · 
N. madagascariensis · 
N. masoalensis · 
N. maxima · 
N. mirabilis · 
N. monticola · 
N. northiana · 
N. ovata · 
N. peltata · 
N. pervillei · 
N. pitopangii · 
N. rafflesiana · 
N. rajah ·
N. rhombicaulis · 
N. rosea ·
N. sanguinea · 
N. sibuyanensis · 
N. spathulata · 
N. tenax · 
N. tenuis · 
N. veitchii ·
N. ventricosa ·
N. vieillardii ·
N. villosa · 
...